# 1689 au théâtre
| Années du théâtre : 1686 - 1687 - 1688 - 1689 - 1690 - 1691 - 1692    |
| Décennies du théâtre : 1650 - 1660 - 1670 - 1680 - 1690 - 1700 - 1710 |

## Pièces de théâtre représentées
- 3 janvier : La Dame à la mode de Dancourt, Paris, Comédie-Française.
- 15 janvier : Colombine femme vengée de Fatouville, Paris, Comédie-Italienne.
- 26 janvier : Esther, tragédie de Jean Racine, Maison royale de Saint-Louis à Saint-Cyr.
- 11 février : Laodamie, Reine d’Épire, tragédie de Catherine Bernard, Comédie-Française, Paris.
- 5 mars : La Descente de Mezzetin aux enfers de Jean-François Regnard, Paris, Comédie-Italienne.
- 11 mai : Les Fontanges maltraitées de Michel Baron, Paris, Comédie-Française.
- 22 août : Le Veau perdu de La Fontaine et Champmeslé, Paris, Comédie-Française.
- 14 septembre : Le Concert ridicule de Brueys et Palaprat, Paris, Comédie-Française.
- 6 décembre : Le Débauché de Michel Baron, Paris, Comédie-Française.

## Naissances
- 18 juin : Pierre Sarrazin, acteur français, sociétaire de la Comédie-Française, mort le 15 novembre 1763.
- 9 juillet : Alexis Piron, poète, chansonnier et dramaturge français, mort le 21 janvier 1773.
- 2 novembre : François-Charles Panard, poète, chansonnier et dramaturge français, mort le 13 juin 1765.
- Date précise non connue :
  - Pierre-François Godard de Beauchamps, auteur dramatique, historien du théâtre et romancier français, mort le 12 mars 1761.

## Décès
- 22 février : Willem Ogier, dramaturge des Pays-Bas méridionaux, actif à Anvers, baptisé le 17 juillet 1618.
- 16 avril : Aphra Behn, dramaturge et romancière anglaise, née le 14 décembre 1640.